# Saint-Urcisse, Tarn
Saint-Urcisse är en kommun i departementet Tarn i regionen Occitanien i södra Frankrike. Kommunen ligger i kantonen Salvagnac som tillhör arrondissementet Albi. År 2022 hade Saint-Urcisse 225 invånare.

## Befolkningsutveckling
Antalet invånare i kommunen Saint-Urcisse
| Referens: INSEE |